# Rasboroides vaterifloris
Rasboroides vaterifloris är en art i familjen karpfiskar som först beskrevs år 1930 av den srilankesiske zoologen och paleontolog Paulus Edward Pieris Deraniyagala. Den inlemmades då i släktet Rasbora, men har efter flera taxonomiska revisioner därefter överförts till det betydligt mindre släktet Rasboroides. Detta var tidigare ett undersläkte till Rasbora, men upphöjdes 1954 till eget släkte av den amerikanska iktyologen Martin Ralph Brittan. Inga underarter finns listade i Catalogue of Life.
Arten är sällsynt som akvariefisk, men det förekommer. Den brukar då kallas för eldrasbora.

## Utbredningsområde
Arten förekommer endast i Kelani- och Kalu Ganga-flodens respektive flodbäcken på Sri Lanka.